# Даниъл Фарадей
Д-р Даниел Фарадей, често наричан Дан или по просто по фамилия, Фарадей, е герой от американския драматичен сериал „Изгубени“, излъчван по американската телевизия Ей Би Си. Ролята се изпълнява от актьора Джеръми Дейвис. Появява се в премиерата на четвърти сезон като член на екипажа на кораба „Кахана“. Продуцентите казват, че името му е препратка към учения и физик Майкъл Фарадей. В българския дублаж Даниъл се озвучава от Васил Бинев, от Георги Тодоров в дублажа на четвърти сезон на AXN и от Тодор Георгиев в дублажа на пети сезон на AXN, който е заместен от Стоян Алексиев в тринайсети епизод на същия сезон до края на сериала.